# Jornalismo de cidade
Chama-se Jornalismo de Cidade, Jornalismo Local ou ainda noticiário local a especialização da profissão jornalística relativa à cobertura de fatos e eventos no contexto local. Normalmente, considera-se que estes assuntos não seriam de interesse para públicos de outras localidades, ou tampouco num nível nacional ou internacional. Pode-se, ainda, ampliar o conceito para « jornalismo regional », sobretudo no caso das redes de comunicação que atuam com abrangência de várias cidades, formando uma região por razões geográficas, culturais ou simplesmente por políticas de concessão.

## Peculiaridades
Em geral, o âmbito de cobertura do noticiário local diz respeito ao espaço geográfico de um município, concelho, distrito ou, em casos maiores, as regiões metropolitanas e estados ao redor de uma cidade.
No entanto, determinados fatores podem "elevar" a importância de um fato local e fazê-lo ser destaque no escopo do noticiário nacional ou mesmo no exterior — entre tais fatores estão, por exemplo, o grau de inusitado de um fato ou a importância geopolítica  do local onde ocorreu. Neste caso, a notícia será publicada na seção Cidade da imprensa local e nas seções Nacional e Internacional da mídia de outras cidades e países, respectivamente.
Para cobrir notícias locais que tenham interesse ampliado nacionalmente, jornais e outros veículos de imprensa costumam manter redações sucursais em cidades estratégicas.
No Brasil, as editorias que publicam o noticiário local costumam ser chamadas de Cidade, Cotidiano, Local, Regional ou ainda batizadas com o nome da cidade-sede do veículo (como a editoria Rio do jornal O Globo e Fortaleza do jornal O Povo).
Nos EUA, cunhou-se o termo "hiperlocal" para se referir à cobertura de notícias em nível ainda menor que o das cidades, como o Jornalismo de bairro/comunitário.
O Jornalismo de Cidade é considerado mundialmente como a principal "escola" de reportagem e passagem inicial obrigatória na experiência profissional do jornalista. É comum a crença, entre colegas da profissão, de que o repórter que souber fazer bem o noticiário local está apto a cobrir qualquer outro assunto ou lugar do mundo.

## Temas
As pautas do Jornalismo de Cidade incluem a cobertura de eventos (acidentes, crimes, fatalidades, festas cívicas, problemas ambientais de âmbito local como poluição de praias e rios, etc.), as instituições que geram produtos e fatos (prefeituras, secretarias municipais, empresas e entidades municipais e regionais), as políticas públicas para a área (problemas de infraestrutura, trânsito, saneamento, saúde, educação) e o dia-a-dia da localidade.
A política em nível municipal ou de concelho (eleições, atividades da câmara de vereadores, secretarias e outros órgãos municipais) é muitas vezes coberta pelas equipes das editorias de Cidade, embora às vezes fique a cargo do Jornalismo Político.

## Funções específicas
Uma função essencial no Jornalismo de Cidade em várias redações de jornalismo diário é a do apurador ou escuta. Trata-se de um repórter que fica, dentro da redação, numa sala específica (sala de apuração) com aparelhos de escuta radiofônica sintonizados nas freqüências utilizadas pelas polícias, pelos bombeiros e pela Defesa Civil. Quando ouvem um fato que pode servir para uma notícia, os apuradores confirmam a informação por telefone com as autoridades responsáveis (ou colegas em outros veículos) e comunicam a seus chefes que, se necessário, deslocam um repórter para o local do crime ou acidente.
Sobre esta função, ver também o artigo específico Cobertura policial.

## Jornalismo de Cidade no Brasil
No Brasil, praticamente todos os jornais diários são de âmbito local, mesmo os que se distribuem em circulação nacional (como a Folha de S.Paulo e O Globo). Já revistas semanais de circulação nacional, como a Veja, encartam em suas edições revistas locais para as maiores cidades (apelidadas de Vejinha). O carioca Jornal do Brasil criou, em 2004, cadernos específicos para suas sucursais em Brasília e Niterói.
As editorias de cidade dos principais jornais diários brasileiros são chamadas de "Cidade" no JB, "Cotidiano" na Folha de S.Paulo, "Metrópole" em O Estado de S.Paulo, "Rio" em O Globo, "Rio" em O Dia, "Paraná" na Gazeta do Povo, "Geral" e "Polícia" no Zero Hora, "Cidades-DF" no Correio Braziliense "Geral" no Estado de Minas, "Salvador" em A Tarde, "Vida Urbana" no Diário de Pernambuco, "Atualidades" e "Polícia" em O Liberal, e "Cidade" no Diário do Nordeste, "Cotidiano" no O Povo, "Cidades" em O Popular.
Na televisão, quase todas as redes dividem seus noticiários em locais e nacionais. As notícias locais que são julgadas como de interesse nacional são produzidas pelas sucursais (ou afiliadas) e acabam repetidas no telejornal em rede.